# Rodrigo Gracie
Rodrigo Gracie (Río de Janeiro, 11 de marzo de 1975) es un artista marcial mixto brasileño retirado. Es miembro de la familia Gracie, experto en judo y Jiu-jitsu brasileño.

## Carrera en artes marciales mixtas
Gracie debutó en el año 2000 frente a Kyle DeMello el 10 de noviembre, al que derrotó por sumisión en menos de 1 minuto.

### PRIDE Fighting Championships
Tras más de un año y medio de inactividad, Gracie debutó en la empresa japonesa PRIDE, que por entonces estaba en su máximo apogeo. Su primer combate fue ante Daijiro Matsui el 24 de febrero de 2002 en PRIDE 19. Gracie logró derrotar a Matsui por sumisión en la tercera ronda.
Su próximo rival fue Yuki Sasaki, al que derrotó por decisión dividida el 23 de diciembre de 2002 en PRIDE 24.
El 5 de octubre de 2003, Gracie derrotó a Daiju Takase por decisión unánime en PRIDE Bushido 1.
Ya en el año 2004, Gracie se enfrentó y derrotó a Hayato Sakurai el 15 de febrero de 2004 en PRIDE Bushido 2.
Gracie acabó su paso por PRIDE con un récord de 4 victorias y 0 derrotas.

## Campeonatos y logros
| - PRIDE Fighting Championships - Invicto en PRIDE (4-0) - MARS Japan - Grand Prix MARS (Finalista) | - ADCC Submission Wrestling World Championship - ADCC 1998 - Medalla de oro - ADCC 2001 - Medalla de bronce - North American Grappling Association - Campeón NAGA (Cuatro veces) - Jiu-jitsu brasileño - 5º grado de cinturón negro |

## Récord en artes marciales mixtas
| Resultado | Récord | Oponente       | Método                              | Evento                         | Fecha                   | Ronda | Tiempo | Localización          | Notas                                                 |
| --------- | ------ | -------------- | ----------------------------------- | ------------------------------ | ----------------------- | ----- | ------ | --------------------- | ----------------------------------------------------- |
| Derrota   | 6–2–1  | Shungo Oyama   | Decisión (mayoritaria)              | Hero's 6                       | 5 de agosto de 2006     | 2     | 5:00   | Tokio                 | GP 2006 Hero's de Peso Semipesado (Cuartos de final). |
| Empate    | 6–1–1  | Hidetaka Monma | Empate                              | MARS World Grand Prix          | 4 de febrero de 2006    | 3     | 5:00   | Tokio                 |                                                       |
| Victoria  | 6–1    | Kiuma Kunioku  | Decisión (unánime)                  | Hero's 2                       | 6 de julio de 2005      | 2     | 5:00   | Tokio                 |                                                       |
| Derrota   | 5–1    | B.J. Penn      | Decisión (unánime)                  | Rumble on the Rock 6           | 20 de noviembre de 2004 | 3     | 5:00   | Honolulu, Hawái       |                                                       |
| Victoria  | 5–0    | Hayato Sakurai | Decisión (unánime)                  | PRIDE Bushido 2                | 15 de febrero de 2004   | 2     | 5:00   | Yokohama              |                                                       |
| Victoria  | 4–0    | Daiju Takase   | Decisión (unánime)                  | PRIDE Bushido                  | 5 de octubre de 2003    | 2     | 5:00   | Saitama               |                                                       |
| Victoria  | 3–0    | Yuki Sasaki    | Decisión (dividida)                 | PRIDE 24                       | 23 de diciembre de 2002 | 3     | 5:00   | Fukuoka               |                                                       |
| Victoria  | 2–0    | Daijiro Matsui | Sumisión técnica (guillotine choke) | PRIDE 19                       | 24 de febrero de 2002   | 3     | 0:28   | Saitama               |                                                       |
| Victoria  | 1–0    | Kyle DeMello   | Sumisión (arm-triangle choke)       | Vengeance at the Vanderbilt 10 | 10 de noviembre de 2000 | 1     | 0:34   | Plainview, Nueva York |                                                       |